# International Soccer League
De International Soccer League (ISL) was een voetbalcompetitie in de Verenigde Staten tussen 1960 en 1965 waarbij jaarlijks wisselende buitenlandse clubs in twee groepen speelden.
De ISL werd in 1960 door William D. Cox, eigenaar van honkbalclub Philadelphia Phillies, opgericht. Hij haalde buitenlandse clubteams naar de Verenigde Staten als de eigen competitie stil lag. Hij hoopte met deze buitenlandse invloed het niveau in de Verenigde Staten omhoog te halen. Cox plaatste de competitie onder supervisie van de American Soccer League om goedkeuring van de United States Soccer Federation (USSFA) te verkrijgen. Er werd voornamelijk rond New York gespeeld en later ook rond Chicago, Detroit, Boston en Los Angeles. De beide groepswinnaars speelde in een uit- en een thuiswedstrijd om de titel.
Eind 1965 hield de ISL op te bestaan. Financieel was de competitie geen succes en Cox leed ongeveer 100.000 dollar verlies. Door de weigering van Cox om de USSFA meer invloed te geven, verbood de USSFA Cox om buitenlandse teams te halen waardoor de competitie ten einde kwam. Een rechtszaak van Cox tegen de USSFA wegens overtreding van de mededinging regelgeving werd uiteindelijk door hem gewonnen. In 1967 werd de United Soccer Association gespeeld naar het model van de ISL.
De ISL hield ook een bekertoernooi, de American Challenge Cup. Hierin speelde de bekerhouder tegen de winnaar van de competitie. In de eerste editie in 1962 speelden de eerste twee competitiewinnaars tegen elkaar. De Dwight D. Eisenhower trophy werd in 1961 uitgereikt aan de winnaar van de ISL. Vanaf 1962 ging de beker naar de  meest waardevolle speler (MVP).

## Winnaars ISL
- 1960:  Bangu Atlético Clube
- 1961:  AS Dukla Praag
- 1962:  América RJ
- 1963:  West Ham United
- 1964:  Zagłębie Sosnowiec
- 1965:  Polonia Bytom

## American Challenge Cup
- 1962:  AS Dukla Praag
- 1963:  AS Dukla Praag
- 1964:  AS Dukla Praag
- 1965:  Polonia Bytom

## MVP
- 1962: Carl Bogelein (Reutlingen)
- 1963: Bobby Moore (West Ham United)
- 1964: Gard Zebrowski (Werder Bremen)
- 1965: Uwe Schwart (New Yorkers)

## Deelnemers
| Team                       | Jaren                  |
| -------------------------- | ---------------------- |
| AEK Athene                 | 1964                   |
| América RJ                 | 1962                   |
| Esporte Clube Bahia        | 1964                   |
| Bangu                      | 1960, 1961             |
| Bayern München             | 1960                   |
| Belenenses                 | 1962, 1963             |
| Beşiktaş JK                | 1961                   |
| Blackburn Rovers           | 1964                   |
| Burnley FC                 | 1960                   |
| Deportivo Oro              | 1963                   |
| Dinamo Boekarest           | 1961                   |
| Dinamo Zagreb              | 1963                   |
| AS Dukla Praag             | 1961                   |
| Dundee FC                  | 1962                   |
| Elfsborg IF                | 1962                   |
| Beşiktaş JK                | 1961                   |
| Everton FC                 | 1961                   |
| Ferencvárosi TC            | 1965                   |
| Glenavon FC                | 1960                   |
| Górnik Zabrze              | 1963                   |
| Club Deportivo Guadalajara | 1962                   |
| Hajduk Split               | 1962                   |
| Hapoel Petah Tikva         | 1961                   |
| Helsingborgs IF            | 1963                   |
| Heart of Midlothian        | 1964                   |
| Karlsruher SC              | 1961                   |
| Kilmarnock FC              | 1960, 1961, 1963, 1965 |
| Lanerossi-Vicenza          | 1964                   |
| AC Mantova                 | 1963                   |
| AS Monaco                  | 1961                   |
| Montreal Concordia         | 1961                   |
| MTK Boedapest              | 1962                   |
| New York Americans         | 1965                   |
| Nice                       | 1960                   |
| Norrköping                 | 1960                   |
| US Palermo                 | 1962                   |
| Panathinaikos FC           | 1962                   |
| Polonia Bytom              | 1965                   |
| Portugesa                  | 1965                   |
| Preußen Münster            | 1963                   |
| SK Rapid Wien              | 1960, 1961             |
| Real Oviedo                | 1962                   |
| Real Valladolid            | 1963                   |
| SSV Reutlingen             | 1962                   |
| Sport Club do Recife       | 1963                   |
| Rode Ster Belgrado         | 1960, 1961, 1964       |
| UC Sampdoria               | 1960                   |
| 1. Schwechater FC          | 1964                   |
| Shamrock Rovers            | 1961                   |
| Sporting Club              | 1960                   |
| TSV 1860 München           | 1965                   |
| Újpest FC                  | 1963                   |
| Valenciennes FC            | 1963                   |
| Varese                     | 1965                   |
| Vitoria Guimaraes          | 1964                   |
| Wiener AC                  | 1962, 1963             |
| Werder Bremen              | 1964                   |
| West Bromwich Albion       | 1965                   |
| West Ham United            | 1963, 1965             |
| Zagłębie Sosnowiec         | 1964                   |

ALPF (1894–95) · 
NAFBL (1895–1921) · 
ASL I (1921–33) · 
ASL II (1933–83) · 
ISL (1960-65) ·
NPSL I (1967) · 
USA (1967) · 
NASL (1968–85) · 
MISL I (1978–92) · 
NPSL II (1984–2001) · 
USL I (1984–85) · 
WSA (1985–89) · 
LSSA (1987–92) · 
ASL III (1988–89) · 
CISL (1993–97) · 
EISL (1997–98) · 
WISL (1998–2001) · 
WUSA (2001–03) · 
MISL II (2001–08) · 
XSL (2008–09) · 
USL First Division (2005–2010) · 
USL Second Division (1990–2010) · 
D2 Pro League (2010) ·
NASL (2011–17)